# Little Wolf (Wisconsin)
Little Wolf es un pueblo ubicado en el condado de Waupaca en el estado estadounidense de Wisconsin. En el Censo de 2010 tenía una población de 1.424 habitantes y una densidad poblacional de 16,19 personas por km².

## Geografía
Little Wolf se encuentra ubicado en las coordenadas 44°26′13″N 88°56′39″O / 44.43694, -88.94417. Según la Oficina del Censo de los Estados Unidos, Little Wolf tiene una superficie total de 87.98 km², de la cual 86.52 km² corresponden a tierra firme y (1.66%) 1.46 km² es agua.

## Demografía
Según el censo de 2010, había 1.424 personas residiendo en Little Wolf. La densidad de población era de 16,19 hab./km². De los 1.424 habitantes, Little Wolf estaba compuesto por el 98.88% blancos, el 0.14% eran afroamericanos, el 0.07% eran amerindios, el 0.07% eran asiáticos, el 0% eran isleños del Pacífico, el 0.49% eran de otras razas y el 0.35% pertenecían a dos o más razas. Del total de la población el 2.32% eran hispanos o latinos de cualquier raza.